# 랜험법
랜험법(영어: Lanham Act)은 1946년에 제정된 미국 연방 상표법이다. 연방 상표법 1946 또는 텍사스주 하원의원이었던 랜험(Fritz G. Lanham)의 이름을 따서 랜헌법이라고도 불리며 상표, 서비스표, 단체표장 및 인증상표의 등록 및 보호, 미등록상표, 상호와 트레이드 드레스의 보호, 허위광고와 상거래 비방의 금지를 규정하고 있다. 1946년 7월 5일 의회를 통과하였고, 해리 트루먼 대통령이 서명하여 1년 후부터 효력을 발하고 있다.

## 주요 내용
- 5장은 ‘등록된 상표나 등록출원된 상표가 관계회사들에 의하여 정당히 사용되는 경우, 그러한 사용의 이익은 등록권자나 출원인에게 귀속되고, 그러한 사용이 공중을 기만하는 것이 아닌 한 상표 또는 그 등록의 효력에 영향을 미치지 아니한다.’라고 규정하고 있다.
- 45장은 ‘관계회사란 표장이 사용되는 상품이나 서비스의 성질이나 품질에 관하여 정당하게 상표권자나 등록출원인을 통제하거나 또는 그들로부터 통제되는 모든 인(person)을 의미한다.’고 규정하고 있다.
- 피고의 광고내용이 허위라는 점에 대한 입증책임이 원고에게 있다.

## 사건
- LG전자가 미국 일리노이주 북부지방법원에 스팀이란 용어를 놓고 월풀과 벌이고 있는 소송에서 배심원은 월풀이 랜험법을 위반하지는 않았으므로 이 법에 따라 LG전자가 요구한 8,500만 달러의 손해배상 의무는 없다는 유리한 평결을 받았다. 이 소송은 월풀의 건조기는 스팀을 뿌리지 않고 차가운 물과 온풍을 분사하는 방식을 쓰고 있는데도 광고에서 스팀 방식의 제품으로 오인할 만한 문구를 사용했다며 LG전자가 `스팀이라는 용어를 쓰는 것을 금지해 달라며 2008년 1월 소송을 제기한 것이다.[1]